# كاثرين ستيدمان
كاثرين ستيدمان (بالإنجليزية: Catherine Steadman)‏ هي ممثلة بريطانية، ولدت في 8 فبراير 1987 بإنجلترا في المملكة المتحدة.

## أعمال

### أفلام
- (2011) صيد السلمون في اليمن[5]

## وصلات خارجية
- كاثرين ستيدمان على موقع IMDb (الإنجليزية)
- كاثرين ستيدمان على موقع قاعدة بيانات الفيلم (الإنجليزية)